# Постене
Постене е село в община град Нови пазар, Рашки окръг, Сърбия.
Според преброяването от 2011 г. има население от 3930 жители.
От Постене на река Рашка се разклонява пътя от Нови Пазар за Голия през Дежево и по Дежевската долина.
Над Постене срещу влива на Дежевската река в Рашка се намира средновековният български Рас.